# Summer Party (Lee Jung Hyun)
Summer Party è un album discografico della cantante sudcoreana Lee Jung Hyun, pubblicato nel 2003 dall'etichetta discografica Yedang Entertainment Company.

## Tracce
1. Stage 1.Summer Party
2. Summer Dance
3. Ya!
4. Crocodile (악어)
5. Tell Me
6. Stage 2.Trance Party
7. Summer Dance (Trance Mix)
8. Ya! (Hardcore Trance Mix)
9. Crocodile (악어) (Dream Mix)
10. Tell Me (Hyper Trance Mix)
11. Stage 3.Non Stop Party+Non Stop Mix
12. See You Next Time